# Matros

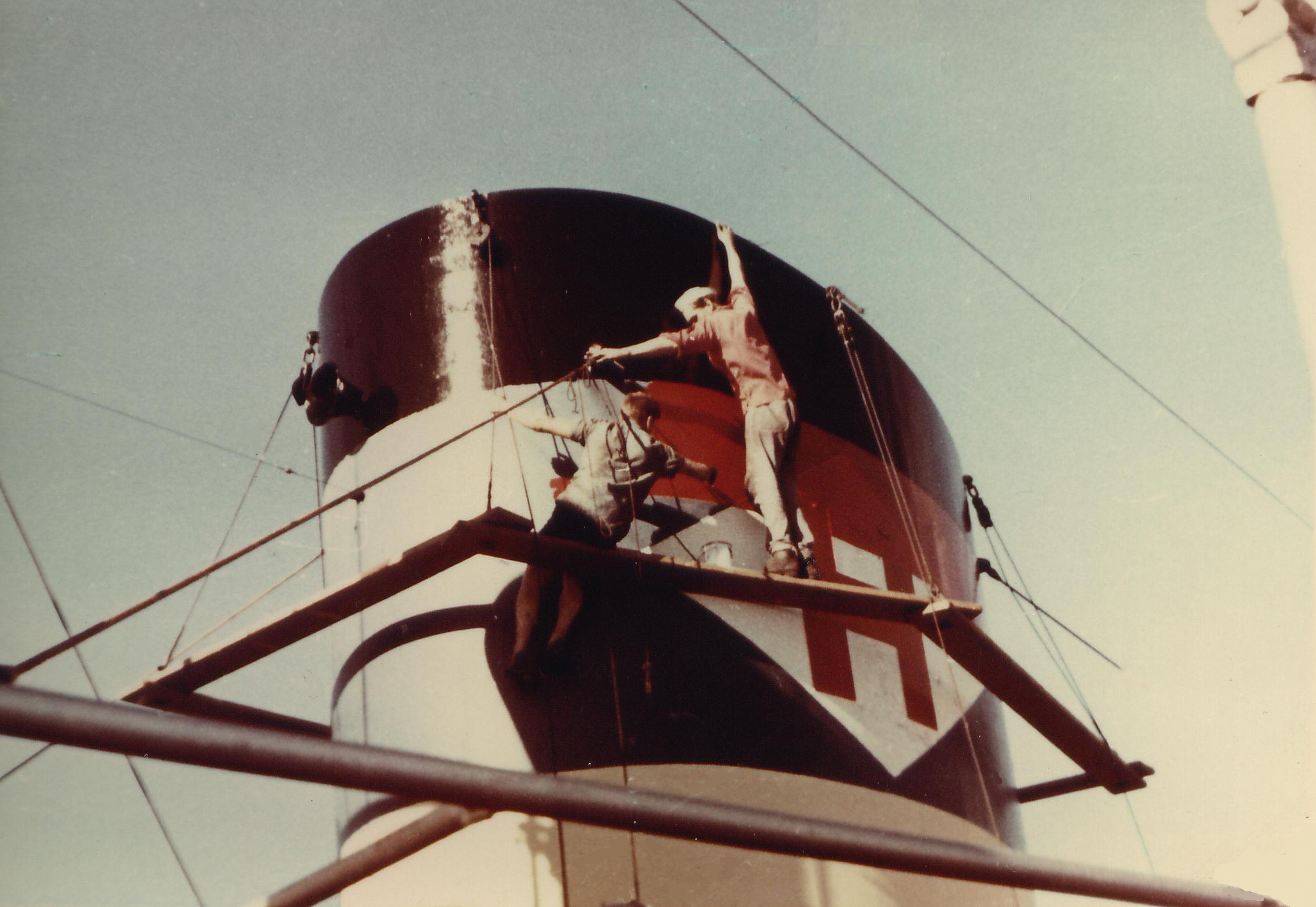
Två matroser målar en fartygsskorsten (1957).

Matros är i handelsflottan en sjöman bland däcksfolket, mer befaren än en lättmatros som i sin tur är mer befaren än en jungman. För att få behörighet som matros i Sverige krävs 24 månaders sjötid. För lättmatros gäller 6 månaders dokumenterad sjötid. Inom svenska flottan är matros benämningen på en däckssjöman, medan motsvarande namn på sjöman i maskinavdelningen är motorman.
Matros är även graden för en menig sjöman i den finländska marinen. Graden är den lägsta i marinen. 
Matros används i den norska marinen om soldater som är värvade.

## Behörighetskrav
Matros är också en svensk behörighet för sjömän.
Reglerna för sjömansbehörigheter ändrades 2011 i och med införandet av STCW-Manila i Sverige.
Behörighetskraven fastställs i Sverige av Transportstyrelsen.

### Krav
Behörighet som lättmatros plus 18 månaders däcktjänstgöring på fartyg om minst 70 bruttoton eller godkänd utbildning på Sjöfartsutbildningen.